# Nordens Liberale og Radikale Ungdom
Nordens Liberale og Radikale Ungdom (NLRU) är en nordisk paraplyorganisation för liberala och radikala, i meningen socialliberala, ungdomsförbund i de nordiska länderna. Bland medlemsförbunden finns danska Venstres Ungdom, norska Unge Venstre, och svenska Liberala ungdomsförbundet. 
Radikal Ungdom var fram till 2013 medlemmar i organisationen men är sedan 15 oktober 2013 en del av Nordiska Centerungdomens Förbund. 
För närvarande är Andreas Skjæret från Norge organisationens ledamot.